# Lose Control
Lose Control er en finsk sang af bandet Waldo's People. De deltog med sangen i Eurovision Song Contest 2009 i Moskva, men sluttede sidst med 22 point, blot ét point under både Spanien og Litauen, der sluttede på en delt næstsidste-plads.

## Lister
| Liste                 | Plads |
| --------------------- | ----- |
| Finnish Singles Chart | 1     |
| Europe Hot 200        | 189   |